# Century Building (Chicago)
El Century Building es un edificio de oficinas de gran altura en el Loop de Chicago (Estados Unidos). Fue diseñado por Holabird & Roche, y fue construido en 1915. Es una propiedad que contribuye al distrito histórico minorista de Loop. El edificio es representativo de la transición del diseño de rascacielos de Chicago de la Escuela de Chicago al Art Deco, y sus fachadas norte y este presentan ornamentación neomanuelina. Es propiedad de la Administración de Servicios Generales y actualmente se encuentra vacante.

## Historia
Originalmente conocido como Buck & Rayner Building o Twentieth Century Building, el edificio se completó en 1915. Buck & Rayner era una cadena de farmacias de Chicago y encargó la construcción del edificio. Ocupaba la tienda de la esquina y el sótano. En 1917, Lake and State Savings Bank firmó un contrato de arrendamiento por veinte años para el segundo piso del edificio. El nombre del banco se cambió a Century Trust and Savings Bank, y el nombre del edificio se cambió a Century Building.
Home Federal Savings and Loan compró el Century Building en 1950 y trasladó su sede al edificio el 30 de junio de 1952. Home Federal ocupaba los primeros cinco pisos, así como los dos pisos debajo del nivel de la calle. El nombre del edificio se cambió oficialmente a Home Federal Building. En 1958, Home Federal Savings and Loan compró el edificio Republic al otro lado de State Street. El Edificio de la República fue demolido y se construyó un nuevo edificio de 16 pisos. Casa de Ahorro y Préstamo Federal trasladó su sede al nuevo edificio el 17 de diciembre de 1962.
El edificio también ha servido como sede de la sede de Gideons International, Local 66 del Sindicato de Operadores y Arrancadores de Ascensores, las oficinas principales de Sterling Cleaners and Dyers, la Oficina de Auditoría de Circulations, una farmacia de Liggett, Family Loan Corporation, May Jewelers, Romas Restaurant, Illinois Migrant Council, la Alianza Nacional de Feministas Negras, y la oficina local de Guardian Angels.
La sede de Jesse Jackson en Chicago estuvo en el Century Building durante su campaña presidencial de 1984.
En 2003, Marc Realty Co. compró el edificio a Mitchell Macks por 1,25 millones de dólares. En 2005, la Administración de Servicios Generales usó el dominio eminente para incautar el Edificio Century, y también adquirió otros edificios cercanos, citando la necesidad de aumentar la seguridad alrededor del Edificio Federal Dirksen. En 2011 y 2013, Preservation Chicago incluyó el Century Building y el Consumers Building cercano como uno de los 7 edificios más amenazados de Chicago.
En 2017, CA Ventures llegó a un acuerdo para comprar Century Building, Consumers Building y los dos edificios más pequeños en el medio, por 10,38 millones de dólares. El Century Building y el Consumers Building se habrían convertido en apartamentos, como parte de un proyecto de reurbanización de 141 millones de dólares, mientras que la histórica tienda Streamline Moderne de 214 South State Street se habría restaurado e incorporado a una estructura de 25,000 pies cuadrados construida entre los edificios más altos edificios para uso minorista y comercial. Según los términos del acuerdo, la ciudad de Chicago compraría los edificios al gobierno federal y luego los vendería inmediatamente a CA Ventures. Sin embargo, la ciudad de Chicago se retractó del acuerdo en diciembre de 2019, citando preocupaciones de seguridad en el cercano edificio federal Dirksen.